# Zelandotipula austrofurcifera
Zelandotipula austrofurcifera là một loài ruồi trong họ Tipulidae. Chúng phân bố ở vùng Tân nhiệt đới.